# الدوري البلجيكي الدرجة الثانية 2010–11
الدوري البلجيكي الدرجة الثانية 2010–11 هو موسم من الدوري البلجيكي الدرجة الثانية ‏. فاز فيه آود هيفرلي لوفين.